# فوندارلا
فوندارلا (به اسپانیایی: Fondarella) یک منطقهٔ مسکونی در اسپانیا است که در پلا د اورگل واقع شده‌است. فوندارلا ۵٫۴ کیلومتر مربع مساحت دارد.